# Clive Gerard Liddell
Sir Clive Gerard Liddell, britanski general, * 1883, † 1956.